# Байсара, Андрей Тимофеевич
 Андрей Тимофеевич Байсара  — советский военный деятель, генерал-лейтенант.

## Биография

### Начальная биография
Родился в селе Борисы, Глобинского района, Полтавской области в 1921 году. После окончания сельской школы поступил в сельскохозяйственный техникум, который окончил с отличием.

### В Великую Отечественную войну
В августе 1941 году призван в ряды РККА на воинскую службу.
Обучившись на краткосрочных офицерских курсах Харьковского военного артиллерийского училища, в феврале 1943 года попал на Ленинградский фронт. Здесь,  в звании младшего лейтенанта направлен на должность командира батареи 182-го противотанкового артиллерийского дивизиона 131 стрелковой дивизии.
В апреле 1944 года получил тяжелое ранение. После госпиталя - в должности адъютанта командующего артиллерией Ленинградского фронта Г.Ф. Одинцова
Принимал участие в Ленинградско-Новгородской операции, в летнем прорыве «Линии Маннергейма», в боевых действиях в Прибалтике.

### В послевоенные годы
После окончания войны Андрей Тимофеевич продолжил службу в вооруженых силах СССР в в Ленинградском Военном округе, в городе Тарту.
С 1950 года по 1953 год обучался  в Академии им. М.Фрунзе.
С 1953 года по 1962 год служил на различных командных должностях в войсках Прикарпатского военного округа в городах: Черновцы, Коломыя, Владимир-Волынский.
В 1962 году закончил Высшие командные курсы (г.Ленинград). в этом же году А.Т. Байсара присвоено звание полковника артиллерии.
С 1963 года по 1967 год командовал отдельной артиллерийской бригадой в Московском военном округе (г. Горький).
В 1967 г. был назначен военным советником Восточного фронта  в Египет во   время войны с Израилем.
В 1968 году получил звание генерал-майора артиллерии. В том же году он вступил в должность начальника Коломенского высшего артиллерийского командного училища, которое возглавлял до 1982 года.
В 1982 году по состоянию здоровья ушёл в отставку.
Умер в г. Коломна в 1988 году.

## Воинские звания
- Генерал — майор  артиллерии  (19.02.1968)
- Генерал — лейтенант  артиллерии  (14.02.1978)
- Генерал — лейтенант  (26.04.1984)

## Награды
- Орден Красного Знамени,  (28.09.1944);
- Орден Отечественной войны I степени (1945)(1985);
- Орден Отечественной войны II степени (1944);
- Орден Красной Звезды (06.07.1943);
- Медаль «За оборону Ленинграда» (04.06.1943);
- Медаль «30 лет Болгарской народной армии»

## Общественные почести

Мемориальная доска генерал - лейтенанату артиллерии А.Т.Байсаре

16 ноября 2019 г. в городе Коломна на доме № 6 по ул. Котовского, где  проживал Андрей Тимофеевич,  была открыта мемориальная доска